# دوره آشوری اولیه

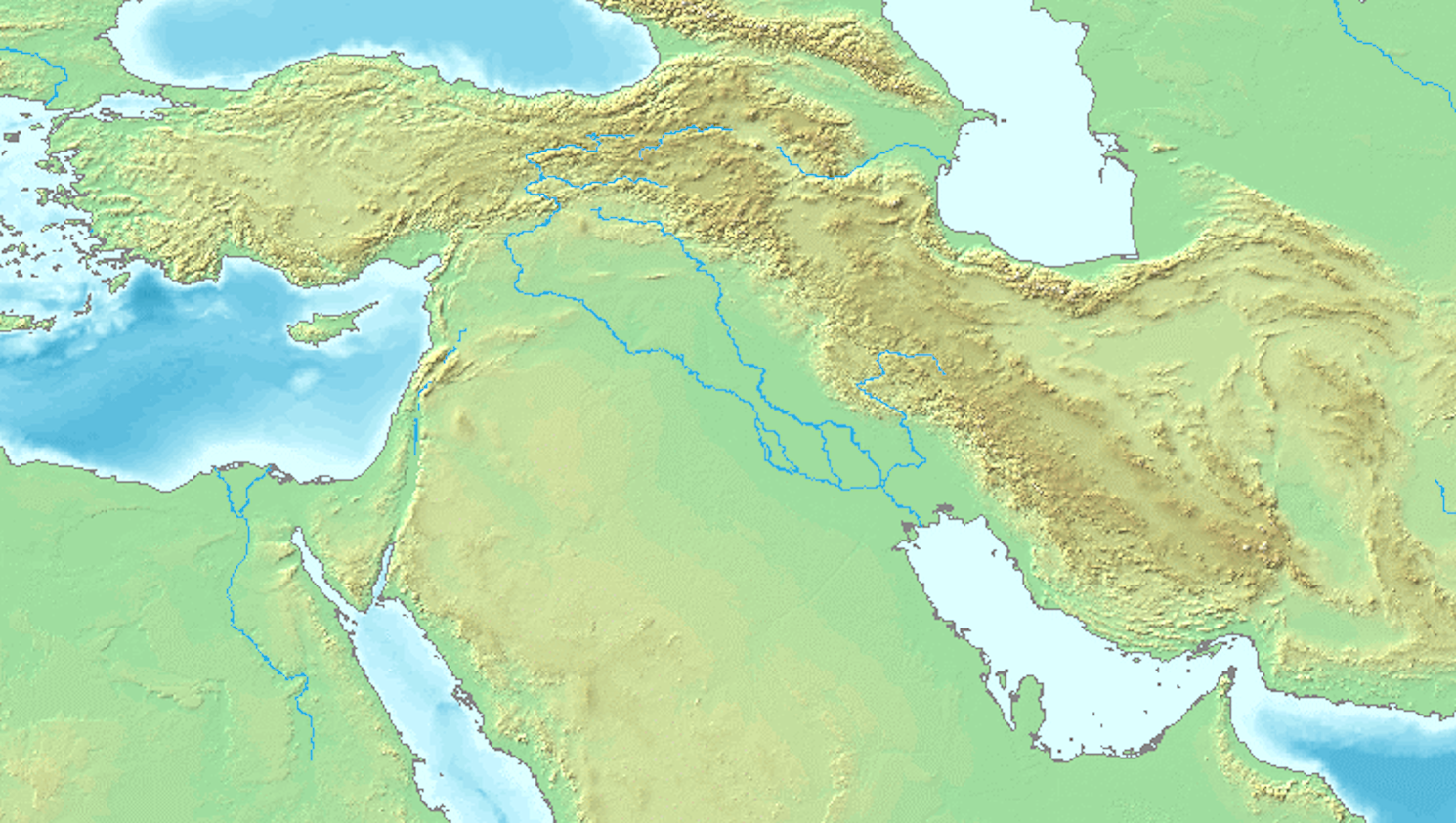
خاور نزدیک غیر سیاسی

دوره آشوری اولیه، یا دوره پادشاهی اول آشور، یک دوره تاریخی در تمدن آشور باستان است که از تقریباً اواخر سومین هزاره پ. م (حدود ۲۵۰۰ پ. م) تا اوایل دومین هزاره پ. م (حدود ۲۰۲۵ تا ۱۳۷۸ پ. م) می‌رسد. این دوره تاریخی را می‌توان به چندین مرحله تقسیم‌بندی کرد که شامل دوره‌های پیش‌دوره تاریخی، دوره سلطنت شهری، و دوره میانی آشور است.
دوره آشوری اولیه در شمال میانرودان، در مجاورت رود دجله و در مرکز شهرهایی مانند آشور و نینوا شکل گرفت. در این دوره، آشور به عنوان یک مرکز تجاری و اداری مهم به تدریج توسعه و قدرت یافت، هرچند هنوز به سطح امپراتوری‌های بعدی آشور نرسیده بود.
از نظر تاریخی، دوره آشوری اولیه شاهد حکمرانی خاندان‌های مختلف در آشور بود و سیستم‌های سیاسی و اداری پادشاهی مشخص شد. پادشاهانی نظیر پوزور-آشور یکم و شمشی-ادد یکم به تقویت بنیادهای دولت و گسترش تأثیر آشور در منطقه پرداختند، از جمله از طریق جنگ‌ها، دیپلماسی و بازرگانی.
مهم‌ترین وقایع این دوره شامل برخی پیشرفت‌های معماری، ایجاد معابد، کاخ‌ها و ساختارهای دفاعی، همچنین توسعه کتیبه‌ها و اسناد سنگی است که اطلاعات ارزشمندی در مورد زندگی اجتماعی و سیاسی آن دوره ارائه می‌دهند. اقتصاد آشور مبتنی بر کشاورزی، دامداری و واردات و صادرات اقلام مختلف بود.
با این حال، دوره آشوری اولیه همچنین بسیاری از چالش‌ها و تهدیدات را تجربه کرد، از جمله رقابت‌های منطقه‌ای با تمدن‌های همسایه و داخلی و همچنین کشمکش‌های قبیله‌ای و محلی. این دوران با حملات خارجی و دخالت‌های قدرت‌های بزرگ‌تر مانند سلسله اور سوم و دولت‌های بابلی متأثر شده است.
در مجموع، دوره آشوری اولیه زمینه‌ای را برای شکوفایی تمدن آشور در دوره‌های بعدی فراهم کرد و جایگاه آن به عنوان یکی از قدرت‌های ممتاز خاور نزدیک باستان را تثبیت نمود.